# 1-j Starszenskij
1-j Starszenskij lub Pierwyj Starszenskij (ros. 1-й Старшенский) – byłe osiedle typu wiejskiego w zachodniej Rosji, w rejonie chomutowskim obwodu kurskiego. Jego anulowany numer OKATO (ogólnorosyjski klasyfikator obiektów podziału administracyjno-terytorialnego) to: 38246876008.

## Geografia
Miejscowość położona była nad rzeką Waśko (dopływ Siewu), 11 km od centrum administracyjnego rejonu (Chomutowka), 111 km od Kurska.